# バタビア航空
バタビア航空（Batavia Air、PT. Metro Batavia）は、インドネシアのジャカルタに本社のある航空会社である。中国、マレーシアおよび国内の30の空港へ就航していた。ハブ空港は、ジャカルタのスカルノハッタ国際空港。2013年1月運航停止となった。

## 概要
バタビア航空は、2002年1月設立され、センパティ航空からウェットリースされたフォッカー F27を使用し、ジャカルタからポンティアナックに定期航路を開設した。
2007年3月、3ヶ月以内にトレーニングとメンテナンスを改善しない限り、インドネシア運輸省は7つの航空会社を閉鎖すると発表した。省は、3段階に航空会社をランク付けした。その3番目に列記されたのが、バタビア航空のほか、アダム航空、ジャタユ航空、カルティカ航空、Manunggal Air Services、Transwisata Prima Aviation、 Tri-MG Intra Asia Airlinesである。その後、2008年2月、改善がみられたとし、安全度調査のカテゴリーIに引き上げられる。

2012年7月、マレーシアの格安航空最大手エアアジアから発行済み株式の49％に相当する出資を受けると共に、その現地法人インドネシア・エアアジアの設立にあたって合弁相手となった地元複合企業が残りの全株式を取得すると報道された。エアアジアグループとしては初の既存航空会社に対するM&A案件で、全株式の取得が完了すればボーイング社製機材は退役、さらに将来インドネシア・エアアジアと統合されることも視野に入る可能性があったが、2012年10月、エアアジアは「企業風土が違う」として買収の中止を発表する。買収提案の中で出されたエアアジアグループと当社の協力関係を確立することが当面の優先課題となった。

## 就航路線

### インドネシア（国内路線）
- アンボン、バリックパパン、バンジャルマシン、デンパサール、ジャカルタ、ジャンビ、ジャヤプラ、クパン、マナド、メダン、パダン、パレンバン、パンカルピナン、ペカンバル、ポンティアナック、セマラン、スラバヤ、タラカン、ジョグジャカルタ。

### アジア
- クチン（ポンティアナック - クチン）、広州（ジャカルタ - 広州）、シンガポール（ジャカルタ・スマラン・ポンティアナック・バンドン - シンガポール）、ジッタ（ジャカルタ-ジッタ）

## 所有機材
機材は以下の航空機で構成される（2010年4月現在）。ただし、エアアジアグループ入りするためエアバス以外のメーカーが製造した機材は今後数年以内に退役することになる。
- エアバスA319-100 2機
- エアバスA320-200 8機
- エアバスA330-200 3機
- ボーイング737-200 6機
- ボーイング737-300 16機
- ボーイング737-400 4機
- フォッカー F28 1機

## 出来事と事故
- 2007年1月7日、パンカルピナン発ジャカルタ行きが、右前輪が折れたため離陸を断念した。
- 2007年11月21日、ジャカルタにてバタビア航空（ボーイング737-400）は、翼が破損したが安全に緊急着陸をした。
- 2008年3月28日18時頃、ジャンビ行きの乗客20名がいつまでたっても搭乗案内がないことに業を煮やし、待合室の扉を突破し地上待機中のデンパサール行きに進入し一時座り込んで占拠した。
- 2008年4月1日、同社所有のボーイング737-300型機より航空用設備11種類が盗まれていることに気づき空港警察に届け出た。
- 2009年3月3日、リアウ州プカンバル、スルタン・シャリフ空港発ジャカルタ行きのバタビア航空562便が、午後8時15分ごろ滑走路を滑走中に突然停止、再び滑走路に進入し飛行を試みたが、離陸できずに引き返し乗客を降ろした。再び、飛行に問題なしとして搭乗案内をしたが、100人以上の乗客は搭乗を拒否し、搭乗に応じた1名を乗せて離陸した。バタビア航空側からは初め、わずかな不具合が見つかったとアナウンスがあっただけだった。乗客の証言からは翼の部分より火花が出たのを目撃したとの声もあった。